# Hōmei Iwano
Hōmei Iwano (岩野 泡鳴?; Awaji, 20 gennaio 1873 – 9 maggio 1920) è stato uno scrittore giapponese.

## Biografia
Voleva essere un missionario cristiano, ma alla fine optò per la letteratura.
Si trasferì a Tokyo dove effettuò il suo percorso di studi.
Assieme a Doppo Kunikida fondò la rivista Bundan (Mondo letterario).
Dal 1894 collaborò con il periodico Jộgaku  Zasshi, pubblicando poesie e il dramma Meikon Getchứ-no Yaeba.
Dopo libri e drammi kabuki senza successo, pubblicò diversi libri:
(Shintaishi no sahō, 1907; Shintaishi shi, 1907-08) e testi di analisi letterarie (Shimpiteki hanjū shugi, 1906; Shin shizen shugi, 1908).
A partire dal 1909, scrisse romanzi autobiografici come Tandeki (1909) o Hōmei gobusaku (1911).
Il romanzo Tandeki riscosse un buon successo, ma innescò qualche polemica per i toni e le descrizioni veristiche e ardite che lo contraddistinsero.
Fondò il movimento del Nihonshugi (Nipponismo), caratterizzato da elementi individualistici e nazionalistici.

Tradusse Plutarco.